# (228) Agathe
(228) Agathe ist ein Asteroid des inneren Hauptgürtels, der am 19. August 1882 vom österreichischen Astronomen Johann Palisa an der Universitätssternwarte Wien entdeckt wurde.
Der Asteroid wurde benannt zu Ehren der jüngsten Tochter von Theodor Oppolzer (1841–1886), Professor für Astronomie in Wien. Die Benennung erfolgte durch Oppolzer.

## Wissenschaftliche Auswertung
Aus Ergebnissen der IRAS Minor Planet Survey (IMPS) wurden 1992 Angaben zu Durchmesser und Albedo für zahlreiche Asteroiden abgeleitet, darunter auch (228) Agathe, für die damals Werte von 9,3 km bzw. 0,21 erhalten wurden.
Photometrische Messungen des Asteroiden fanden erstmals statt vom 16. bis 21. Oktober 2003 mit dem ferngesteuerten Rigel-Teleskop der University of Iowa am Winer Observatory in Arizona. Aus der aufgezeichneten Lichtkurve konnte eine Rotationsperiode von 6,47 h abgeleitet werden. Im gleichen Zeitraum erfolgten auch Beobachtungen vom 16. bis 23. Oktober 2003 am Blackberry Observatory in Louisiana. Hier wurde eine Rotationsperiode von 6,48 h bestimmt.
Eine Auswertung von Aufnahmen des Weltraumteleskops Kepler vom 23. bis 25. Mai 2014 führte für den Asteroiden (228) Agathe zu einem Periodenwert von 6,437 h. Aus archivierten Daten des Asteroid Terrestrial-impact Last Alert System (ATLAS) aus dem Zeitraum 2015 bis 2018 wurde dann in einer Untersuchung von 2020 mit der Methode der konvexen Inversion eine retrograde Rotation sowie eine Rotationsperiode von 6,4865 h bestimmt. Aus den Daten von ATLAS konnte in einer Untersuchung von 2022 mit der Methode der konvexen Inversion noch einmal eine Rotationsperiode von 6,4865 h berechnet werden.